# Hikaru Hironiwa
Hikaru Hironiwa (広庭 輝 Hironiwa Hikaru?, nacido el 5 de julio de 1985 en Tokio) es un exfutbolista japonés. Jugaba de centrocampista y su último club fue el Zweigen Kanazawa de Japón.

## Trayectoria

### Clubes
| Club             | País  | Año         |
| ---------------- | ----- | ----------- |
| Kashiwa Reysol   | Japón | 2004        |
| Ehime FC         | Japón | 2005 - 2006 |
| Zweigen Kanazawa | Japón | 2007 - 2009 |